# 比亞迪宋
比亚迪宋是中國汽車製造商比亞迪开发的一系列紧凑型跨界休旅車（CUV），其名稱源自中國朝代宋朝。

## 第一代（2015-2019）

### 比亚迪S3
比亚迪S3是2015年4月在2015上海车展上首次亮相的紧凑型跨界车。后来比亚迪S3的所有变体車型都命名为比亞迪宋。

### 比亚迪宋
2015年4月，比亚迪宋亮相2015上海国际汽车工业博览会。 2015年10月，比亚迪宋上市。 

## 第二代（宋 Pro；2019年至今）
2019年初，比亞迪宋Pro推出。

## 比亞迪宋Plus
2020年9月，比亚迪宋Plus推出。与比亞迪宋Pro相比，比亞迪宋Plus车身略长、略宽、略低。
2021年3月，比亞迪宋Plus插电式混合动力版（比亞迪宋Plus DM-i）在中国上市。 